# 平井佳織
平井 佳織（ひらい かおり、1986年9月13日 - ）は、日本の女優・タレント・モデル、フリーアナウンサー。SHUプロモーション所属。かつてはセントラルグループ・セントラルプロダクションやエヴォルトに所属していた。神奈川県鎌倉市出身。

## 出演

### テレビドラマ
- 火曜サスペンス劇場・ジェラシー（日本テレビ、2004年6月29日）とよた真帆の幼少役
- 月曜ミステリー劇場・万引きGメン・二階堂雪 第4作（TBS、1999年11月22日）

### バラエティ
- ココリコミラクルタイプ（フジテレビ）
- こたえてちょーだい（フジテレビ）
- 関口宏の東京フレンドパークII（TBS、2007年2月5日 - ）従業員

### CM
- 文部科学省
- ライオン
- エリエール

### 舞台
- チームIMAGINE特別公演 らめらめ（2010年5月18日 - 23日、八幡山ワーサルシアター、ダブルキャスト・星組）

### プロモーションビデオ
- KinKi Kids「SNOW! SNOW! SNOW!」[1]

### その他
- BOAT RACE EX（日本レジャーチャンネル）アシスタントキャスター

## モデル

### ビデオパッケージ
- au
- 社団法人全国酪農乳業協会

### 広告
- Jリーグ百年構想
- J-PHONE 家族割引

### 雑誌
- ヤングジャンプ（集英社）
- プリプリ（世界文化社）

### その他
- 運転免許証・運転経歴証明書の見本「日本花子」（２代目）（警察庁）[2][3]